# Idyllwild-Pine Cove
Idyllwild-Pine Cove – jednostka osadnicza w Stanach Zjednoczonych, w stanie Kalifornia, w hrabstwie Riverside.